# Acontiola incognita
Acontiola incognita is een vlinder van de familie van de uilen (Noctuidae). De wetenschappelijke naam van deze soort is voor het eerst voorgesteld als Eulocastra incognita door Emilio Berio in een publicatie uit 1954.
De soort komt voor op Madagaskar.